# Ojamajo Doremi
Ojamajo Doremi (おジャ魔女どれみ) ou DoReMi ou ainda Magical Doremi e Dó-Ré-Mi em Portugal,  é um anime do gênero garota mágica criado em 1999 pela Toei Animation. Ele se concentra em alunas do ensino fundamental que se tornam aprendizes de bruxas. Lideradas pela Doremi Harukaze, as meninas devem manter suas vidas duplas em segredo.
Em Portugal, passou no Canal Panda desde outubro de 2004 com a dobragem original produzida pelo estúdio Santa Claus Audiovisual (onde adequaram os nomes das personagens na versão alemã) até 2012. A 1.ª temporada foi exibida até setembro de 2005., Mais tarde por volta de agosto de 2005, foi exibida na 2: (atual RTP 2) com uma nova dobragem (através da PSB) em que mantiveram os mesmos nomes das personagens em japonês. Em outubro de 2005, a 2.ª temporada (# ou Sharp) foi exibida no Canal Panda com a dobragem original. No fim do último episódio da 2.ª temporada (por volta de novembro de 2005), foi anunciada a 3.ª (Motto!) com uma prévia do primeiro episódio, que acabou por ser estreado em janeiro de 2010 (5 anos depois) no Panda Biggs (atual Biggs) com a dobragem original. Depois, foi exibida no Canal Panda em agosto de 2010. A 4.ª temporada foi exibida no Canal Panda com a dobragem original desde Dezembro de 2010.
A história é sobre várias raparigas (o número vai crescendo ao longo da série que vão tentando passar por níveis de bruxaria) com a regra de as pessoas não poderem chamar-lhes bruxas, senão transformam-se em sapos.

## Personagens
Doremi Harukaze (Dorie Goodwyn / Dó-Ré-Mi Harukaze)
É a personagem principal da série e a sua cor é o rosa. É a mais desajeitada e tontinha do grupo. É a irmã da Pop (Bibi). Estuda na Escola de Misora tal como todas as suas amigas. Quando passa para a 3.ª série, ela muda de turma e passa para a de Momoko e mais tarde também para a de Hana (Flora). A sua fada é a Dodo, muito atrapalhada igual a Doremi. Bruxa Rika diz que ela é assim porque Doremi quase não passou no seu primeiro teste. Nasceu a 30 de Julho de 1990.
Voz Japonesa - Chiemi Chiba
Voz Inglesa - Amy Palant  (1.ª Temporada) / Alexandra Lai (2.ª - 4.ª Temporada)
Voz Portuguesa - Bárbara Lourenço
Hazuki Fujiwara (Emily Fujihara / Reanne Griffith / Émilie Fujiwara / Emilie Fujiwara / Melody Fujiwara / Jang May)
É a 2.ª personagem a ser aprendiz de bruxa (literalmente, uma vez que foi ao mesmo tempo que Sophie), a sua cor é o laranja. É muito tímida e é a mais inteligente do grupo. O seu maior medo são os fantasmas e odeia vestidos e saias com "folhinhos". A partir da 3.ª série, deixa de ser da turma de Doremi e passa para a de Sophie e Nicole. A sua fada é a Rere, que não é tão agitada como Dodo. Nasceu a 14 de Fevereiro de 1990.
Voz Japonesa - Tomoko Akiya
Voz Inglesa - Rebecca Soler (1.ª Temporada) / Stephanie Beard (2.ª - 4.ª Temporada)
Voz Portuguesa - Micaela Ferreira
Aiko Senoo (Sophie Senoo / Sofia Senoo / Mirabelle Haywood / Symphony Senoo / Yoo Sa-rang)
É a 3.ª personagem a ser aprendiz de bruxa (literalmente, uma vez que foi ao mesmo tempo que Emily) e a sua cor é o azul-celeste. Ela distingue-se das outras personagens com dois factores: É de Osaka, outra cidade do Japão, e os seus pais estão divorciados. Vive com o seu pai e é uma melhor cozinheira no grupo. A sua fada é a Mimi e, tal como a Rere, é calma e inteligente. Nasceu a 14 de Novembro de 1990.
Voz Japonesa - Yuki Matsuoka
Voz Inglesa - Annice Moriarty (1.ª Temporada) / Linda Ballantyne (2.ª - 4.ª Temporada)
Voz Portuguesa - Carla Garcia (1.ª Temporada) / Ana Vieira (2.ª - 4.ª Temporada)
Pop Harukaze (Bibi Harukaze / Caitlyn Goodwyn / Do Tto-mi)
É a irmã mais nova de Doremi. É 4 anos mais nova que Doremi, logo entrou para a mesma escola que ela na 3.ª temporada. Embora mais nova, é muito mais esperta e matura que ela, e se da muito melhor nos testes do que todas as outras. É a 4° personagem a ser aprendiz de bruxa quando descobriu que Doremi, Emily e Sophie são bruxas. A sua cor é o vermelho. Doremi tem inveja de Bibi por que tem um monte de "namorados", que a vêem como um "modelo a seguir". A sua fada é a Fafa. Nasceu a 9 de Setembro de 1993.
Voz Japonesa - Sawa Ishige / Yuka Shino
Voz Inglesa - Liza Jacqueline (1.ª Temporada) / Tracey Hoyt (2.ª - 4.ª Temporada)
Voz Portuguesa - Carla Garcia (1.ª Temporada) / Ana Vieira (2.ª - 4.ª Temporada)
Onpu Segawa (Nicole Segawa / Ellie Craft / Loulou Segawa / Lullaby Segawa / Jin Bo-ra)
É a 5.ª aprendiz de bruxa. A sua cor é púrpura. Nicole tem 3 profissões: cantora, atriz e modelo. A partir do 35.º episódio ela vai para a escola de Doremi. A sua fada é a Roro. Primeiramente, Nicole não apresenta a sua fada às outras pois fala que as duas são independentes e seguem o seu próprio caminho. No 1° episódio da segunda temporada, Nicole apresenta Roro as outras. Ela é o tipo de garota que gosta de ajudar todos, e isso faz com que muitos meninos na sala gostem dela. Nasceu a 3 de Março de 1990.
Voz Japonesa - Rumi Shishido
Voz Inglesa - Anne Marie Nestor (1.ª Temporada) / Aaryn Doyle (2.ª - 4.ª Temporada)
Voz Portuguesa - Carla Garcia (1.ª Temporada) / Nara Madeira (2.ª - 4.ª Temporada)
Momoko Asuka (Mindy Asuka / Na Mo-mo)
Foi aprendiz de bruxa muito antes de todas, mas conta como a 6.ª. A sua cor é o amarelo e Mindy vem de Nova Iorque. Inicialmente, tem dificuldades com o japonês, mais com o tempo aprende. É a que melhor cozinha doces no grupo, e por isso tem que ajudar as outras a passarem no teste de fazer doces (Mindy também executa o teste). Trabalhava numa doceria em Nova Iorque junto com a Bruxa Monroe que era sua professora. A sua fada é a Nini, e tal como Mindy, é muito bonita. Nasceu a 6 de Maio de 1990.
Voz Japonesa - Nami Miyahara
Voz Inglesa - Susan Roman (3.ª - 4.ª Temporada)
Voz Portuguesa - Rita Brito
Hana Makihatayama (Flora Makihatayama / Hanna Makihatayama / Oh Ha-na
Ela aparece na série na 2.ª temporada como um bebê, que nasceu de uma rosa no mundo das bruxas, mas na 4.ª temporada fica com onze anos fisicamente. As suas cores são o branco e o amarelo. É a mais infantil de todas e é a candidata para a próxima Rainha das Bruxas. A sua fada é a Toto, que como ela também é bem infantil. Nasceu a 25 de Março de 2000.
Voz Japonesa - Ikue Ōtani
Voz Inglesa - Julie Lemieux (2.ª - 3.ª Temporada) / Stephanie Beard (4.ª Temporada)
Voz Portuguesa - Ana Vieira

## Temporadas

### Ojamajo Doremi/Magical Doremi
A história começa com Doremi Harukaze, uma menina de 8 anos, que vive dizendo que é a menina bonita mais infeliz do mundo. Nesse mesmo dia, ela ia tentar se declarar a Igarashi, o capitão da equipe de futebol da escola. Mas não conseguiu. Ao sair da escola, ela esteva sempre dizendo que gostava de ter magia para poder se declarar a ele… e sem perceber, estava numa rua onde nunca havia passado antes. Nessa rua estava a Loja Esotérica de Rika Makihatayama. Ela entrou e reparou em Bruxa Rika, a dona da loja. Ao olhar para ela, ela se lembrou de um livro sobre bruxas que tinha lido, e Bruxa Rika tinha todas essas características. Doremi apontou para ela e disse "bruxa". Aí, Bruxa Rika passa a ter a forma de uma bruxa-sapo. Para voltar ao normal, Doremi teria de ser uma aprendiz de bruxa e passar para o 1.º nível, para ter poder suficiente para a converter. Óbvio que Doremi aceitou.
Algum tempo depois, Hazuki Fujiwara e Aiko Senoo, suas melhores amigas, ficam desconfiando sobre Doremi. Quando ela vai entrar na Loja Mágica, ou seja a tal Loja Esotérica, Hazuki e Aiko espreitam pela janela e a veem conversando com Lala e Majorika. Hazuki diz que Doremi é uma bruxa, mas Doremi não se transforma em bruxa-sapo, já que ainda é só uma aprendiz de bruxa. Hazuki e Aiko prometem guardar segredo, mas como Bruxa Rika não confia nos humanos, ela também as transforma em aprendizes.
Mais tarde entra Bruxa Ruka, eterna rival de Bruxa Rika. Bruxa Rika aposta a Loja Mágica num jogo de Poker com Dela, e perde, assim Dela ficando com a loja e de seguida vendendo-a para Bruxa Ruka, que embora atraia muitos mais clientes, os seus produtos têm efeitos secundários. Assim mais tarde, quando as meninas passam para o 6.º nível e ganham novos cracordeões, disputam contra ela e ganham, assim tendo a Loja Mágica de volta.
Quando elas voltam, Poppu Harukaze, a irmã mais nova da Doremi, observa tudo, e por pouco que não diz que são bruxas, se não fosse Doremi a calá-la. Claro que a solução era transformá-la também numa aprendiz de bruxa.
De seguida aparece Onpu Segawa, uma atriz, cantora e modelo que vai para a escola das meninas. Como é famosa, é muito popular entre todos. Mais tarde, num casting para um filme, as meninas percebem que ela também era uma aprendiz de bruxa porque apareceu com o fato de bruxa e usou magia para ganhar… só que essa magia era proibida. Mas Nicole tem uma pulseira que Bruxa Ruka lhe deu que lhe protege disso.

### Ojamajo Doremi # (Sharp)/Magical Doremi #
Esta temporada começa com as meninas que ficam tristes por terem de ser despedir de Bruxa Rika e Lala. No entanto, quando chegam à Loja Mágica, Aiko nota que o placar já não está lá, então entram na loja e notam um bilhete, dizendo que se tinham ido embora… as meninas começam a chorar ao mesmo tempo que a Rainha do Mundo das Bruxas as observa, e deixa cair um secador, que era o de Bruxa Rika. Ela também lhes abre a porta, o que permite entrar no Mundo das Bruxas e ir ter com Bruxa Rika. Como Doremi estava farta de andar, encontrou um atalho e todas seguiram por aí, onde iria ter ao Jardim da Rainha. Lá havia uma rosa azul gigante, e de lá sai… Hana. A Rainha do Mundo das Bruxas lhes diz que quem assistir ao nascimento de um bebê terá de cuidar dele por um ano… e claro que também para isso, precisavam de voltar a ser bruxas.
Algum tempo mais tarde, descobrem o portátil onde Oyajide estava, já que ainda não tinha capturado todas as cartas negras. As meninas foram ajudá-lo, e através de pistas descobriram que ficava no sino de um colégio feminino. Ao chegarem lá, fizeram o Círculo Mágico e todas as cartas saíram, sendo Oyajide quem as capturou com rosas. Todas as cartas voltaram ao portátil e Oyajide volta à sua forma, mas foge de seguida… mas passado algum tempo, ele vai à Loja Mágica e compra rosas… quando ele estava a sair, Hazuki reparou num cartão que tinha deixado cair, dizendo ser o membro nº7 do Clube de Fãs da Onpu… era ele.

### Motto! Ojamajo Doremi/Magical Doremi 3
Doremi e as suas amigas começam uma nova série, mas são separadas porque chegaram muitos alunos novos e não cabem em só uma sala de aula, então separaram a série em salas diferentes, em que para uma delas vai Hazuki, Aiko e Onpu, e Doremi vai para outra sala sozinha e separada de suas amigas. No entanto, algum tempo depois aparecerá Momoko Asuka. Doremi e Momoko tornam-se boas amigas com o tempo. No início, Momoko tem problemas para adaptar o seu novo idioma e portanto fala à maneira americana. No entanto, Doremi, Hazuki, Aiko e Onpu voltam a ser bruxas porque a Rainha do Mundo das Bruxas lhes devolveu os poderes e também junta Momoko à equipe. Em contradição, avisou-lhes que não devem ver Hana para que ela não fique triste e assim quando crescer possa unir o Mundo das Bruxas com o Mundo dos Humanos num futuro distantes, que significa que talvez não voltariam a ver Hana. Em troca, Poppu continua com os seus exames de aprendiz de bruxa.
Antes de Momoko ir para o Japão, ela trabalhava na "Loja Mágica de Monroe" junto com Bruxa Monroe. Mas a Bruxa Monroe morreu no mesmo dia que Momoko passou o seu último exame de aprendiz de bruxa e lhe ofereceu um brinco para que Momoko nunca se esquecesse dela. Mas ela não aguentou a dor de perder a sua mentora, que adorava como se fosse um familiar próximo, então tentou ressuscitar a Bruxa Monroe em vão e caiu num sono profundo. Ainda assim, a Rainha do Mundo das Bruxas lhe perdoou e lhe devolveu os seus poderes quando se juntou a Doremi e suas amigas.
Com o tempo, Doremi e suas amigas começam a ter saudades de Hana, então decidem visitá-la ao Jardim de Infância do Mundo das Bruxas, que é dirigida pela Bruxa Miller. No entanto, a observam de longe de foram que não as veja, porque se Hana se apercebe da presença de suas antigas mães adotivas poderia ficar muito triste. E como Doremi é muito desastrada, Hana descobre-as e, como é de imaginar, ela fica muito triste. Mas a Rainha entende e decide não tirar os poderes da Doremi e das suas amigas por esta vez.

### Ojamajo Doremi Dokkan/Magical Doremi 4
Tudo começa quando Hana liberta Baba, a fada da Bruxa Tourbillon. Entretanto, Doremi e suas amigas começam a última série da escola e reúnem-se na Loja Mágica para visitar a Bruxa Rika e Lala. E nesse preciso instante, no Jardim de Infância do Mundo das Bruxas, Hana sente saudades de Doremi e de suas outras mães, e tem grandes desejos de ir para a escola como elas para as acompanhar. Assim ela cresce com a ajuda de sua magia até alcançar a idade de Doremi e suas amigas, seus pendentes partem-se por excesso de magia usada e também a Loja Mágica transforma-se noutra. Depois de Hana causar um escândalo pela escola chamando Doremi de "mamã" e depois de confessar que seus pendentes se partiram por excesso de magia usada, as meninas entraram em choque. Mas antes que toda a esperança fosse perdida, a Rainha do Mundo das Bruxas aparece na nova loja e dá novos Discos Mágicos a Doremi e suas amigas. Também deu um novo a Hana e, a partir daí, Hana deverá passar em todos os exames de aprendiz para voltar a ser uma bruxa.
No entanto Hana tem dois grandes problemas: Mesmo que pareça uma menina de 11 anos tem a mentalidade de uma de 2, por isso nos primeiros episódios tem de aprender rapidamente tudo o que não sabe para poder continuar estudando na escola.

### Ojamajo Doremi 16
Depois da série ter se encerrado, em dezembro de 2011 foi Doremi voltou como uma light novel chamado Ojamajo Doremi 16, onde as protagonistas já estão todas com dezesseis anos, já no colegial

## Anime
Com o sucesso, o anime também ganhou um OVA:
- Ojamajo Doremi Na-i-sho

E também um ONA, para celebrar os seus 20 anos:
- Ojamajo Doremi Owarai Gekijou